# NGC 4793
NGC 4793 ist eine Balken-Spiralgalaxie mit hoher Sternentstehungsrate vom Hubble-Typ SBc im Sternbild Haar der Berenike am Nordsternhimmel. Sie ist schätzungsweise 112 Millionen Lichtjahre von der Milchstraße entfernt, hat einen Durchmesser von etwa 95.000 Lj und ist Mitglied des Coma-Galaxienhaufens Abell 1656.
Im selben Himmelsareal befinden sich u. a. die Galaxien NGC 4735, NGC 4738, NGC 4841.
Das Objekt wurde am 11. April 1785 von Friedrich Wilhelm Herschel entdeckt.